# Shiloh (comté de DeKalb, Alabama)
Pour les articles homonymes, voir Shiloh (homonymie).
Shiloh est une municipalité américaine située dans le comté de DeKalb en Alabama.
Selon le recensement de 2010, sa population est de 274 habitants. La municipalité s'étend sur 1,71 milles carrés (4,43 km2).
Shiloh devient une municipalité en 1962. Son nom fait référence à la ville biblique de Siloh.

## Démographie
| 1970 | 1980 | 1990 | 2000 | 2010 | - |
| ---- | ---- | ---- | ---- | ---- | - |
| 233  | 297  | 252  | 289  | 274  | - |